# Pterostichus parens
Pterostichus parens är en skalbaggsart som beskrevs av Thomas Casey. Pterostichus parens ingår i släktet Pterostichus och familjen jordlöpare. Inga underarter finns listade i Catalogue of Life.